# Sexuální přitažlivost

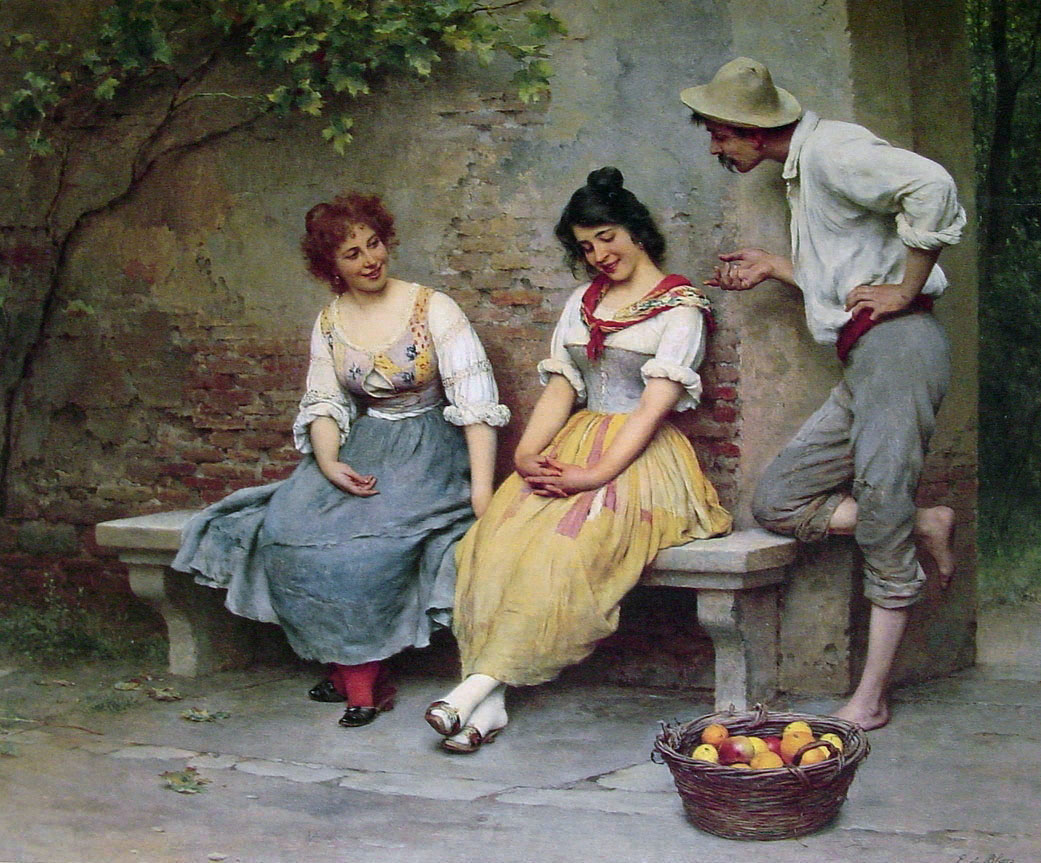
Eugen de Blaas: Flirt

Sexuální přitažlivost (také sexuální atraktivita, hovorově být sexy) je termín, který značí sexuální vábení jedince stejného druhu za účelem sexu a většinou také rozmnožování. Atraktivnost jedince je značně individuální a odpovídá příslušnosti k druhu a také sexuálnímu chování.

## Lidská sexuální přitažlivost
Přestože je člověk značně zasažen civilizací, je stále atraktivita značně věcí přírodní. Nejčastějšími prostředky sexuální přitažlivosti a svádění jsou tři smysly, a to zrak, sluch a čich. Lidská sexualita je i dnes závislá na genetické výbavě jedince a jsou dělány výzkumy o tom, jak na člověka působí podvědomé signály a pomáhají mu najít vhodného partnera k rozmnožování - předání vlastní genetické výbavy.